# Château de Wernigerode
Le château de Wernigerode (en allemand : Schloss Wernigerode) est un château qui domine la ville de Wernigerode située au pied nord du massif de Harz en Saxe-Anhalt, Allemagne.
Le château actuel construit au XIXe siècle est un exemple d'architecture éclectique de l'époque romantique, prenant exemple sur celui de Neuschwanstein. Ouvert au public, c'est l'un des châteaux les plus visités de Saxe-Anhalt.

## Histoire

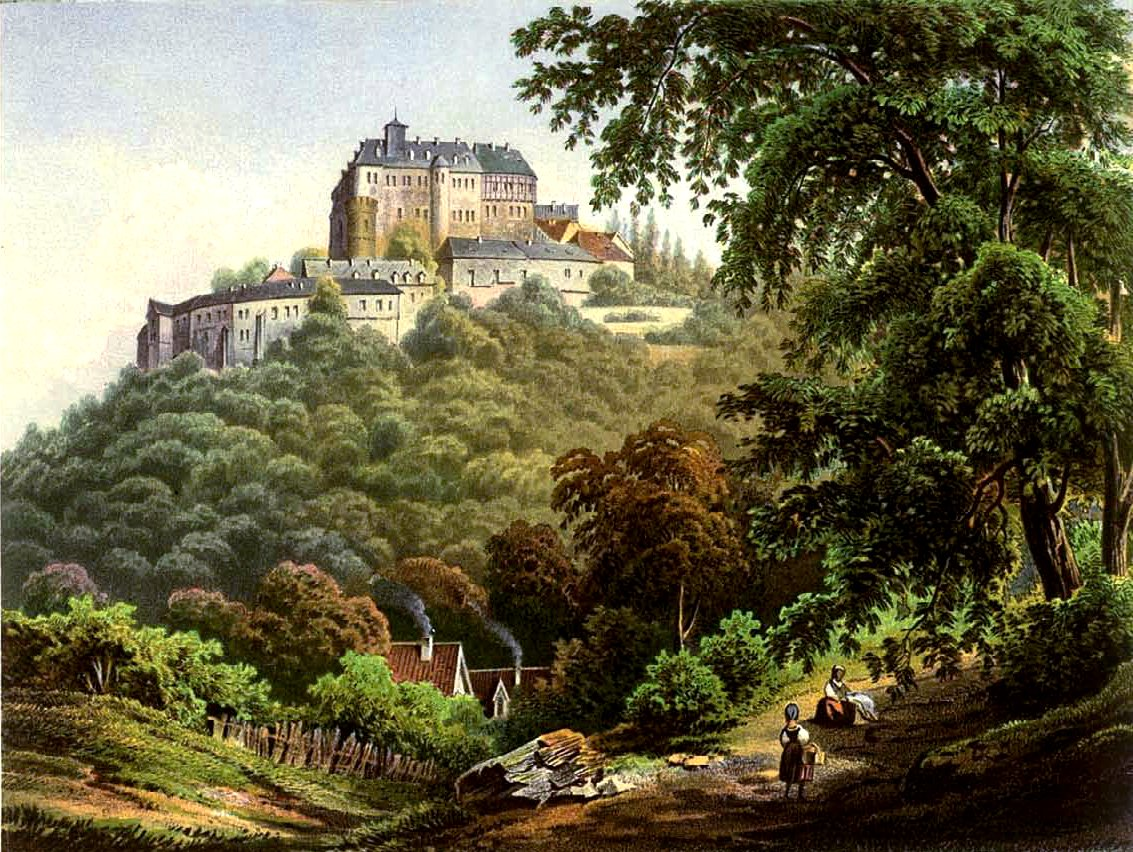
Le château de Wernigerode, Alexander Duncker, vers 1860.

L'histoire de cet édifice remonte au Moyen Âge central, à l'époque où la région faisait partie du duché ethnique de Saxe au sein du Saint-Empire romain. L'endroit est mentionné pour la première fois dans un acte de l'évêché de Halberstadt délivré le 18 octobre 1121, à propos d'un don du seigneur saxon Adalbert provenant de Haimar qui s'est établi ici et fut nommé dès lors comes de Wernigerode. Le village a vraisemblablement été fondé un siècle plus tôt sur des terres nouvellement défrichées (essarts ; en allemand : Rodungen). Le comte construit un fort sur une colline à quelque 100 mètres au-dessus du village ; ce château (castrum) fut mentionné en 1213.
Après le renversement Henri le Lion, duc de Saxe, en 1180, la région au nord du Harz se décompose en beaucoup de petites seigneuries, dont les enclaves territoriales du duché de Brunswick-Lunebourg et de la principauté d'Anhalt, la principauté épiscopale de Halberstadt et plusieurs comtés. Les seigneurs de Wernigerode profitent de la situation privilégiée de leurs terres au nord des montagnes du Harz, le village devenant une cité commerciale. Le 17 avril 1229, Wernigerode reçoit ses droits municipaux, sur le modèle de la ville voisine de Goslar. Toutefois, la situation se détériore temporairement, en raison de conflits armés avec les comtes de Blankenburg et de Regenstein.
Lorsque la famille s'éteint à la mort du comte Henri IV le 3 juin 1429, le comté de Wernigerode en vertu d'un contrat successoral est hérité par la maison de Stolberg, seigneurs du comté voisin de Stolberg au sud du Harz. Le comte Bodon VIII de Stolberg-Wernigerode (1467–1538) était connu comme le conseiller du cardinal Albert de Brandebourg. De fait, pour un temps au moins, les Stolberg gagèrent Wernigerode à la maison de Schwarzbourg ; après un partage successoral à la fin du XVIe siècle, le château devient à nouveau une résidence officielle de la famille. Cependant les comtes de Stolberg-Wernigerode s'installent à Ilsenburg pendant la guerre de Trente Ans, vers 1645.

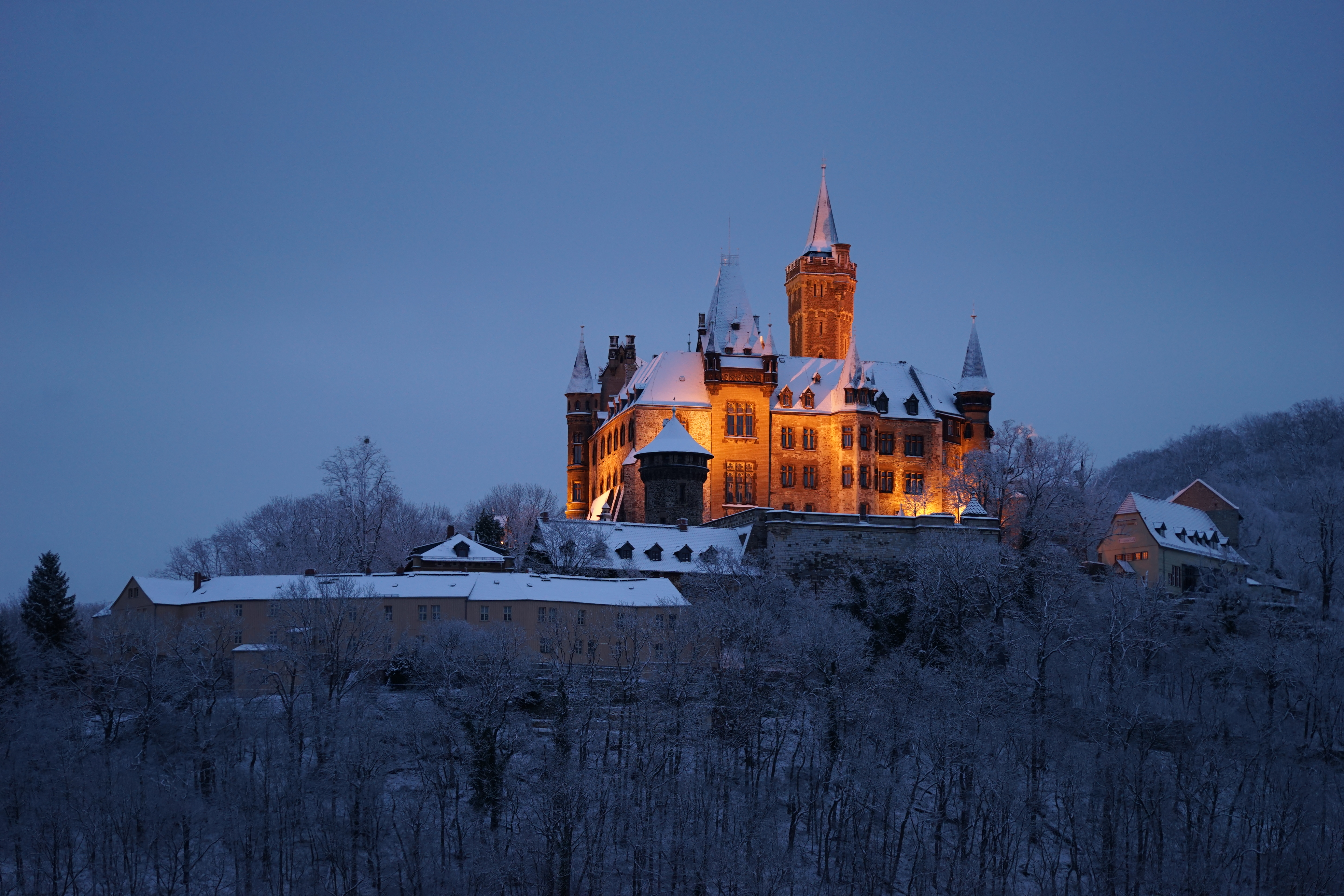
Vue du château en hiver.

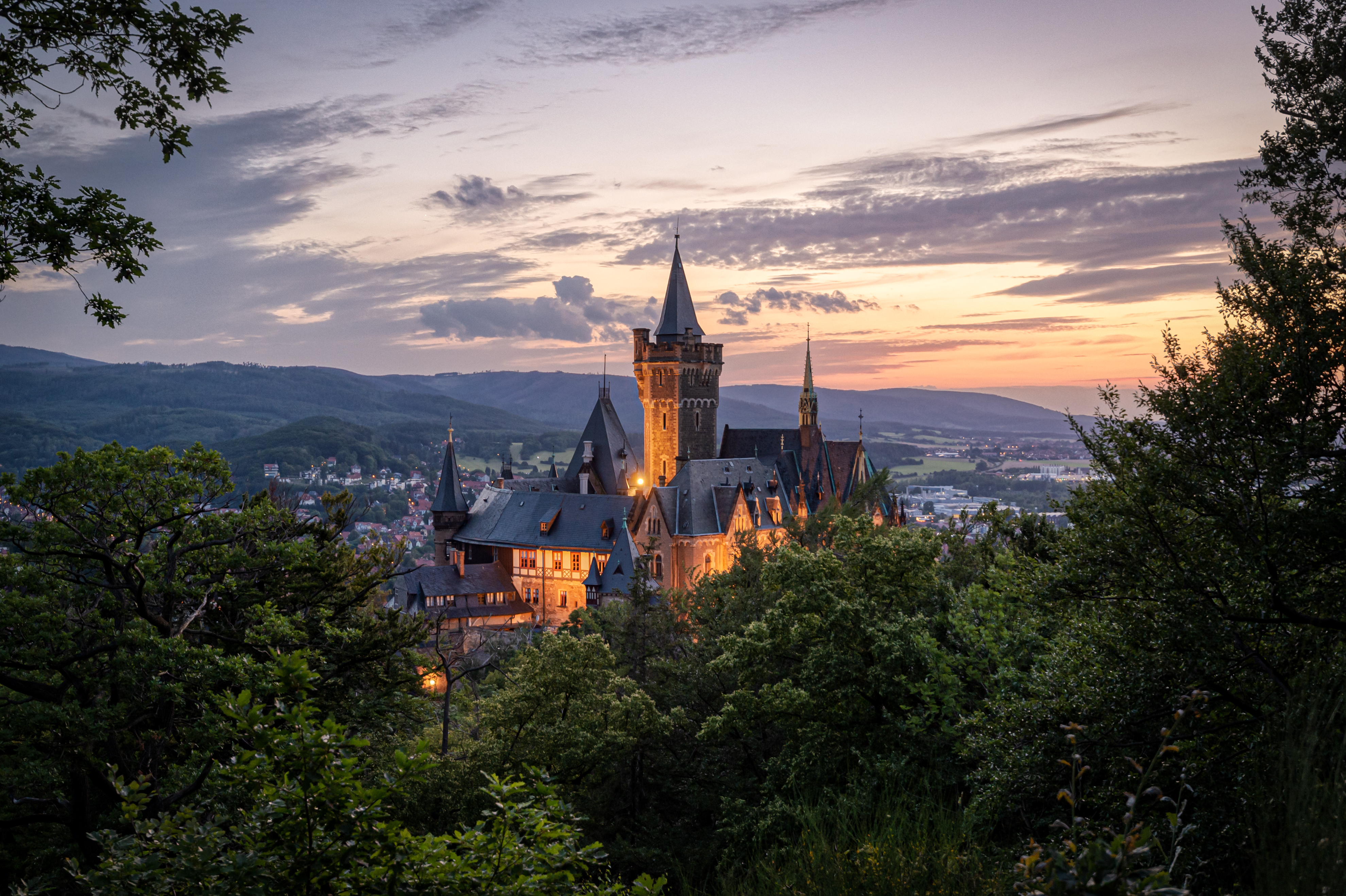
Vue en été.

C'est Christian-Ernest de Stolberg (1691-1771), fils du comte Louis-Christian et de son épouse Christine de Mecklembourg-Güstrow, qui s'y installe à nouveau à la mort de son oncle le comte Ernest de Stolberg-Ilsenbourg en 1710 et fait reconstruire le château de Wernigerode en style baroque. Il gouverne pendant soixante-et-un ans son comté qui, par les règles d'un recès adopté en 1714, est mis sous la suprématie du royaume de Prusse. La maison de Stolberg-Wernigerode a été définitivement médiatisé au cours du Recès d'Empire en 1803 ; en 1815, le comté fut incorporé dans le district de Magdebourg au sein de la province de Saxe.
Le comte Otto zu Stolberg-Wernigerode (1837-1896), promu par Otto von Bismarck, est nommé haut président de la nouvelle province de Hanovre en 1867 ; il est président de la Chambre des seigneurs de Prusse à partir de 1872 et vice-chancelier de l'Empire allemand de 1878 à 1881. Il fait reconstruire le château de Wernigerode tel qu'il se présente aujourd'hui en style néogothique. Les travaux commencent en 1862 et sont terminés en 1893. Son fils Christian-Ernest (1864–1940) transfère son domicile à Schierke en 1929 ; à partir de l'année suivante, il y a la possibilité de visiter le château.
Après la Seconde Guerre mondiale, le prince Botho zu Stolberg-Wernigerode, dernier propriétaire privé du château, est chassé et exproprié par les autorités de la zone d'occupation soviétique en Allemagne. Certaines parties de la décoration intérieure sont détruites. L'administration municipale communiste y installe en 1946 un musée consacré à rappeler l'histoire de la société féodale selon la conception matérialiste. Après la réunification allemande, cette exposition a été entièrement remaniée ; elle est devenue un musée historique régional.

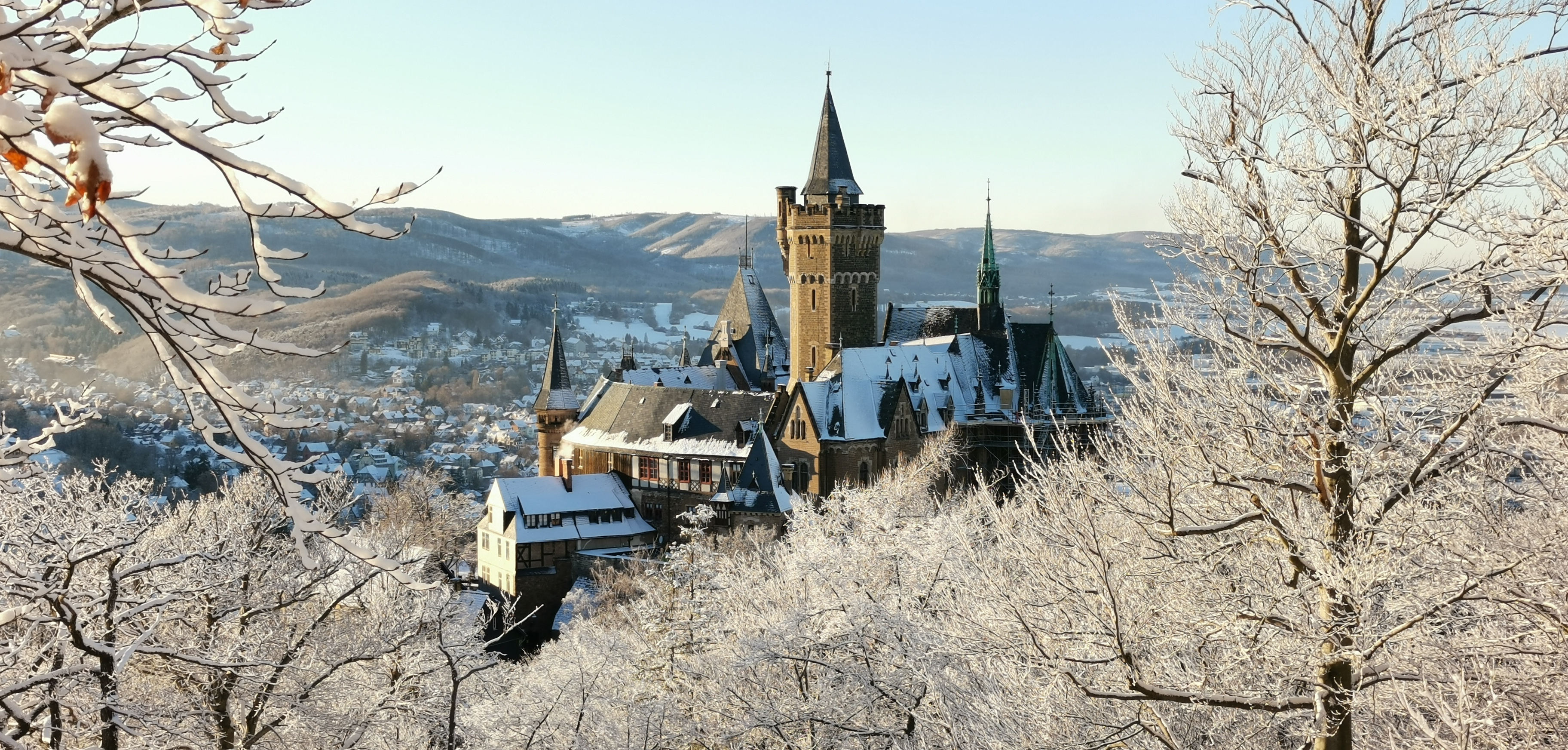
Le chateau dans un autre hiver. Décembre 2021.